# Phó Tự Ứng
Phó Tự Ứng (sinh tháng 9 năm 1957) là chính khách nước Cộng hòa Nhân dân Trung Hoa. Ông từng là Chủ nhiệm Văn phòng Liên lạc Chính phủ Nhân dân Trung ương tại Ma Cao.

## Tiểu sử
Phó Tự Ứng sinh ra ở Nhạc Dương, tỉnh Hồ Nam vào tháng 9 năm 1957. Ông tham gia đội sản xuất ở nông thôn tại đại đội Lập Tân, công xã Quảng Hưng, huyện Nhạc Dương, tỉnh Hồ Nam năm 1974. Sau đó, ông làm công nhân nhà máy từ năm 1976.
Ông học chuyên ngành kế toán công nghiệp khoa kinh tế công nghiệp tại Học viện Tài chính và Kinh tế Hồ Nam từ năm 1978 đến năm 1981. Ông có học vị tiến sĩ kinh tế học. Ông công tác tại Bộ Thương mại Đối ngoại từ tháng 8 năm 1981 trước khi chuyển sang công tác tại Bộ Kinh tế Thương mại Đối ngoại từ tháng 4 năm 1982 và Bộ Hợp tác Kinh tế Thương mại Đối ngoại từ tháng 1 năm 1993. Tháng 7 năm 1992, ông gia nhập Đảng Cộng sản Trung Quốc.
Tháng 9 năm 1997, ông được bổ nhiệm làm Vụ trưởng Vụ Tài vụ kế hoạch, Bộ Hợp tác Kinh tế Thương mại Đối ngoại. Tháng 6 năm 2003, ông được bổ nhiệm giữ chức Vụ trưởng Vụ Tài vụ quy hoạch, Bộ Thương mại. Tháng 7 năm 2003, ông được bổ nhiệm làm Trợ lý Bộ trưởng Bộ Thương mại. Tháng 3 năm 2008, ông được bổ nhiệm giữ chức Thứ trưởng Bộ Thương mại.
Tháng 11 năm 2011, ông được bổ nhiệm làm Phó Tỉnh trưởng tỉnh Giang Tô. Tháng 3 năm 2015, ông trở lại Bắc Kinh và được bổ nhiệm giữ chức Tổ trưởng Tổ Kiểm tra Kỷ luật Ủy ban Kiểm tra Kỷ luật Trung ương tại Ban Tuyên truyền Trung ương.
Tháng 2 năm 2017, ông được bổ nhiệm làm Phó Bí thư Ban Cán sự Đảng Bộ Thương mại. Tháng 3 năm 2017, ông kiêm nhiệm chức vụ Đại diện Đàm phán thương mại quốc tế Trung Quốc (hàm Bộ trưởng), Thứ trưởng Bộ Thương mại.
Tháng 12 năm 2018, Phó Tự Ứng được bổ nhiệm làm Chủ nhiệm Văn phòng Liên lạc Chính phủ Nhân dân Trung ương tại Ma Cao, thay người tiền nhiệm là Trịnh Hiểu Tùng. Ông Trịnh Hiểu Tùng đã bị trầm cảm từ lâu và thiệt mạng vào đêm ngày 20 tháng 10 năm 2018 sau khi nhảy từ tòa nhà nơi ông sinh sống.
Ông là Ủy viên dự khuyết Ban Chấp hành Trung ương Đảng Cộng sản Trung Quốc khóa XIX. Ông cũng là đại biểu Quốc hội khóa XIII (2018-2023).